# اس‌ام یوسی-۳۷
اس‌ام یوسی-۳۷ (به انگلیسی: SM UC-37) یک زیردریایی بود که طول آن ۱۶۵ فوت ۲ اینچ (۵۰٫۳۴ متر) بود. این زیردریایی در سال ۱۹۱۶ ساخته شد.